# L'Infiltré
L'Infiltré é um telefilme francês de 2011 escrito e dirigido por Giacomo Battiato para o Canal+.

## Elenco
- Jacques Gamblin ... Michel Carrat, diretor da DST
- Mehdi Dehbi ... Issam Mourad
- Laurent Lucas ... François Rubis, oficial da DST
- Cristiana Capotondi ... Laura Bassano
- Salim Daw ... Abou Nidal
- Jean-François Balmer ... Diretor de Vigilância Territorial
- Hélène de Saint-Père ... Isabelle Carrat
- Bertrand Constant ... Bertrand
- Martin Sochor ... Alain Montrherl
- Scali Delpeyrat ... Chefe de gabinete
- Hichem Rostom ... General Ali
- Zakariya Gouram ... Mohammad